# ジュリー・オオツカ
ジュリー・オオツカ（またはオーツカ）(Julie Otsuka; 1962年5月15日 - ) はアメリカ合衆国の作家。日系アメリカ人。『天皇が神だったころ』および『屋根裏の仏さま』でアレックス賞、ペン/フォークナー賞、フェミナ賞など多くの賞を受賞。両作品とも、日本語、フランス語、ドイツ語、イタリア語など複数の言語に翻訳されている。

## 表記について
2002年出版の邦訳『天皇が神だったころ』では「オーツカ」と表記されているが、2018年出版の復刊『あのころ、天皇は神だった』および2016年出版の『屋根裏の仏さま』では「オオツカ」とされている。

## 背景
ジュリー・オオツカは1962年5月15日、パロアルト（カリフォルニア州サンフランシスコ）に生まれた。父は戦後アメリカに移住した（日系一世の）航空宇宙エンジニア、母は日系二世で、病院の研究員であったが出産で退職した。三人兄弟姉妹で、1964年生まれの弟マイケル・オーツカは左派リバタリアニズムの政治哲学者で、ロンドン・スクール・オブ・エコノミクス哲学・論理・科学的方法学科の教授である。オオツカが9歳のとき、一家はパロスベルデスに引っ越した。

## 活動・業績
オオツカはイェール大学で絵画を学び、1984年に学士号を取得した後、1999年、コロンビア大学大学院で美術学修士号を取得した。
アーティストを目指していたが断念して小説を書き始め、2002年に第二次世界大戦中の日系人の強制収容を題材に『あのころ、天皇は神だった』を発表。さらに、2011年に「写真花嫁」として渡米した女性たちに焦点を当てた『屋根裏の仏さま』を発表し、フェミナ賞外国小説賞ほか多くの賞を受賞した。

## 題材・作風
オオツカは渡米した日本人女性、日系アメリカ人の強制収容での生活などを描いているため、ジャンルとしては歴史小説だが、登場人物にはしばしば名前がなく、内面描写を排した淡々とした語りによりその背後にある深い哀しみを表わしている。藤井光は、これを登場人物の「声が響き合う重層的な空間を作り上げ」、「歴史と物語のあいだの困難な綱渡り」を成し遂げていると評している。西崎文子もまた「歴史の傷と怒り、響きあう物語」と題して、朝日新聞に書評を寄せている。さらに、こうした作風を「墨絵」に例える評者もいる。
オオツカは、次作は日系アメリカ人の過去から離れて、現代のニューヨーク市を舞台に書く予定であると言う。

## 受賞・栄誉
- 2003年：『あのころ、天皇は神だった』アジア系アメリカ人文学賞（英語版）
- 2003年：『あのころ、天皇は神だった』アレックス賞[9]
- 2004年：グッゲンハイム・フェローシップ[10]
- 2011年：『屋根裏の仏さま』全米図書賞最終候補作[2]
- 2011年：『屋根裏の仏さま』『ロサンゼルス・タイムズ』図書賞最終候補作[11]
- 2011年：『屋根裏の仏さま』米国の歴史小説に贈られるランガム賞[12]
- 2011年：『屋根裏の仏さま』『ニューヨーク・タイムズ』および『サンフランシスコ・クロニクル』ベストセラー
- 2012年：『屋根裏の仏さま』ペン/フォークナー賞[13]
- 2012年：米国芸術文学アカデミー、文学部門の芸術文学賞[14]
- 2012年：『屋根裏の仏さま』（フランス）フェミナ賞外国小説賞[15]
- 2014年：『屋根裏の仏さま』（ドイツ）アルバトロス文学賞[16]

## 著書
- When the Emperor was Divine. New York City: Alfred A. Knopf. 2002
  - 『天皇が神だったころ』近藤麻里子訳, アーティストハウス, 2002
  - 復刊『あのころ、天皇は神だった』小竹由美子訳, フィルムアート社, 2018

第二次世界大戦中のアメリカで、強制退去（「強制退去命令十九号」）によって家を追われた日系人の一家の物語。父親は前年、濡れ衣を着せられて逮捕された。母親と10歳の娘、7歳の息子は、ユタ州の砂漠の有刺鉄線で囲われたトパーズ収容所（トパーズ戦争移住センター）で暮らすことになった。
- The Buddha in the Attic. New York City: Alfred A. Knopf. 2011
  - 『屋根裏の仏さま』岩本正恵, 小竹由美子訳, 新潮社, 新潮クレスト・ブックス, 2016

百年前に夫となる人の写真だけを頼りに米国に嫁いだ「写真花嫁」。辛い労働を強いられながらも、懸命に生き、平穏な暮らしを築いていたが、日米開戦とともにすべてが潰え、砂漠のなかの日系人強制収容所へ送られる。
- The Swimmers New York City: Alfred A. Knopf. 2022
  - 『スイマーズ』 小竹由美子訳, 新潮社, 新潮クレスト・ブックス, 2024

## 参考資料
- ジュリー・オオツカ 公式ウェブサイトの ABOUT、BOOKS等